# Feuerthaler Kreuz

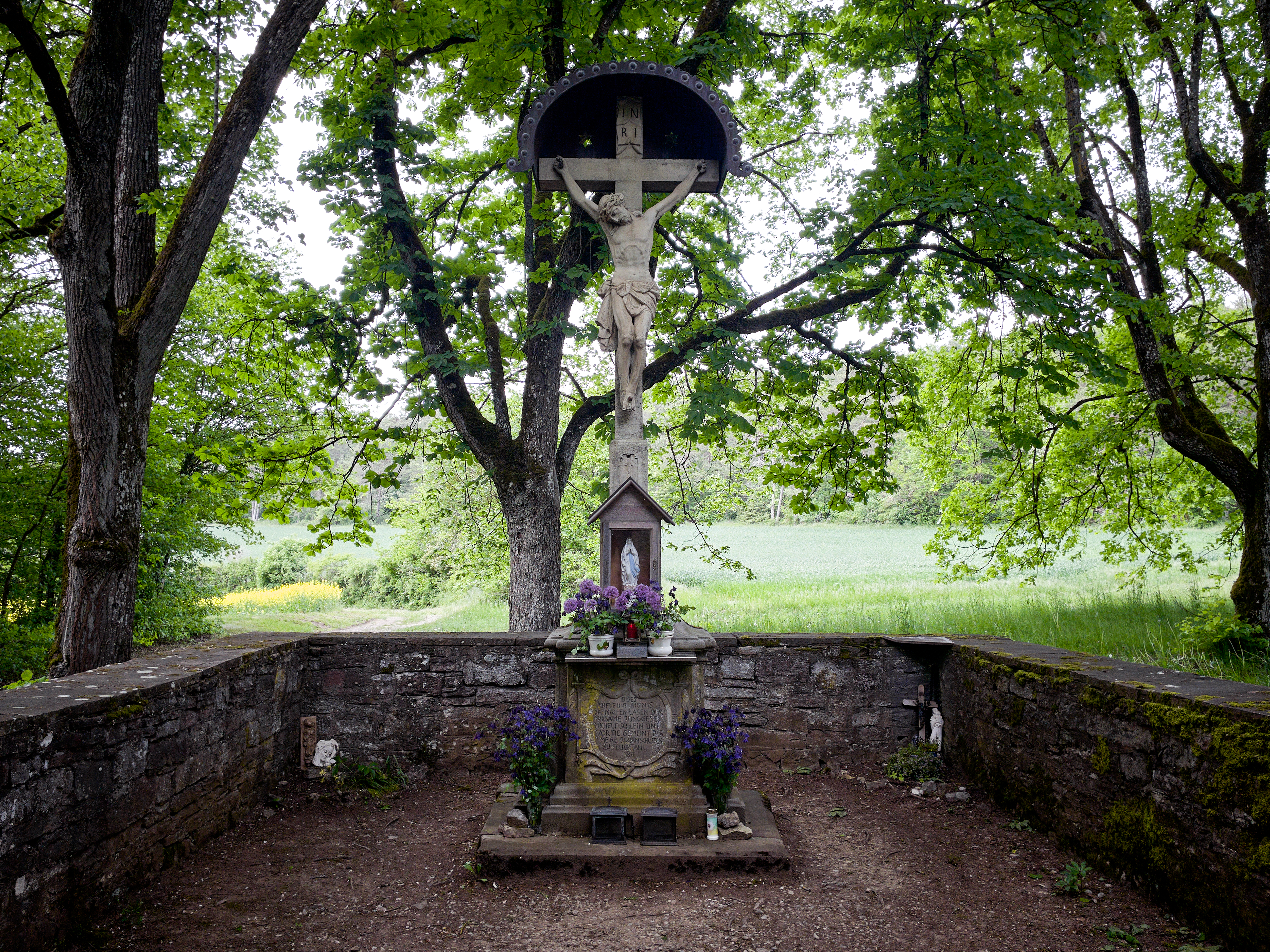
Wegkreuz in Feuerthal, Höhfeld.

Das Wegkreuz Höhfeld, auch Feuerthaler Kreuz genannt, befindet sich in Feuerthal, einem Gemeindeteil der Kleinstadt Hammelburg im unterfränkischen Landkreis Bad Kissingen in der Flur Höhfeld in der Waldabteilung Geisberg am Wege Feuerthal nach Thulba.
Das Wegkreuz gehört zu den Baudenkmälern von Hammelburg und ist unter der Nummer D-6-72-127-113 in der Bayerischen Denkmalliste registriert.

## Beschreibung
Das Wegkreuz besteht aus rotem Sandstein und entstand im Jahr 1811.
Das 450 cm bis 500 cm hohe Kreuz besteht aus INRI-Inschrift, Korpus, einem rundbogigen Metalldach mit Zacken- und Bogenrand, zwei sternförmigen Durchbrüchen im hinteren Teil der Bedachung.
Der Kreuzesstamm hat die Abmessungen 25 cm × 21 cm. Im verdickten Kreuzesstamm unterhalb des Korpus befindet sich eine längliche, abgerundete Flachnische mit einem Blütengehänge. Vor dem Kreuzesfuß steht ein hell gestrichenes, verglastes Holzgehäuse mit den Abmessungen 83 cm × 37 cm × 23 cm und mit einem Vollrelief der Rosenkranzkönigin. Der Sockel hat die Abmessungen 125 cm × 118 cm × 83 cm und ist mit einer geschwungenen Deckplatte und mit einer Inschriftenblende versehen sowie verziert und umrahmt von Blattwerk, Girlanden, Blumen und Lorbeer. Die Inschrift lautet:

„Dises

Kreuz Und Biltnus

Hat Machen Lasen Der

Ehrsame Junggesel

Michel Fischlein Unt

Vor Tie Gemeint Der

Meire Johan Schultheis

Zu Feuerthal

1811“